# The Galaxy Railways
Ginga Tetsudō Monogatari (яп.  銀河鉄道物語, Галактические железные дороги) — 26-серийный аниме-сериал о летающих поездах, курсирующий в дальних уголках космоса, созданный Лейдзи Мацумото, который также создал вселенную Галактический Экспресс 999. Американская компания Funimation лицензировала аниме для выпуска в США и Канаде.

## Мир
История происходит в альтернативном будущем, где поезда способны к межпланетному путешествию. Флот Галактических железных дорог защищен Силами космической обороны, или SDF, от межгалактических террористов, метеорных штормов и злонамеренной жизни инопланетян. Галактические железные дороги служат как учреждением, так и правительством, руководящим большим сектором галактики. Железные дороги состоят из серии больших колец, которые создают энергетические щиты для защиты движущихся между ними поездов, создавая пути следования поездов. Железные дороги находятся под управлением Верховного главнокомандующего, но, похоже, они более активно руководствуются чиновником более низкого ранга, известным как командующий. Штаб-квартира Галактической железной дороги контролирует SDF и SPG (космические танковые гренадеры, элитные силы обороны), а также все пассажирские операции. Поезд взвода Сириуса возглавляет паровоз, получивший название Big One. Сам локомотив основан на паровозах «Union Pacific Big Boy» (расположение колес 4-8-8-4), которые были построены американской компанией «American Locomotive Company» в городе Скенектади, штат Нью-Йорк. Данные машины считаются самыми большими паровозами за всю историю.  Взвод Сириуса является основным направлением деятельности железных дорог Галактики, хотя взводы Спика и Вега также появляются и становятся более вовлеченными.

## Сюжет

### Основная история
Главный герой, Манабу Юки, всегда мечтал присоединиться к SDF, следуя по стопам своего отца и брата. Поскольку его брат и отец погибли во время службы в SDF, его мать пытается помешать Манабу присоединиться к SDF. Несмотря на это, Манабу полон решимости присоединиться и садится на поезд до станции Судьбы, чтобы присоединиться к войскам. Манабу усердно тренируется и, несмотря на конфликты с капитаном Балджем, Брюсом и другими сотрудниками, присоединяется к взводу Сириуса, которым командовал его отец.

### Письмо с заброшенной планеты
В космосе затаилось зло желающие не дать свершиться справедливости, а так же обезумевший от утраты близкого человека "учёный" желающий построить своё счастье за счёт чужой жизни. Что ждёт наших героев? Как они будут выбираться из беды?

### Перекресток в вечность
С событий оригинального сериала прошло большое количества времени. Манабу находится на своей родной планете Табито, в отпуске. Тем временем у Сириуса Взвода есть стажер. Однажды Big One сталкивается с проблемой рядом с орбитой Табито, Манабу «крадёт» ремонтный локомотив и взлетает, чтобы спасти своих товарищей по кораблю. Это заканчивает его отпуск, и он возвращается к Планете Судьба. Во время отсутствия Манабу сформировался новый взвод, который заменит взвод Вега после того, как они пожертвовали собой и своим поездом, во время вторжения в Альфорт. Они носят имя Взвод Цефея, и его возглавляет капитан Гай Лоуренс, который служил вместе с капитаном Балджем под командованием капитана Юки, отца Манабу и бывшего капитана.

## Медия

### Аниме
Экранизация создана на студии Planet Entertainment под руководством режиссера Нисимото Юкио, по сценарию Сонода Хидэки и Хаясака Рицуко, дизайн персонажей разрабатывал Кидзаки Фуминори совместно с Такэдой Ицуко, музыку сочинил Аоки Нодзоми.  Премьера первого сезона состоялась с 04 октября 2003 по 04 апреля 2004 года на телеканале CBC. После показа первого сезона, состоялась премьера второго, на всё той-же студии Planet Entertainment. Однако состав 2 сезон полностью изменился кроме. Режиссёрское кресло занял Томинага Цунэо, по сценарию Ямады Ясунори и Судзуки Масаси, однако композитор Наоки Нодзоми остался основным композитора. В августе 2008 года ходили слухи, что Funimation предоставит права на сериал американским берегам, и последнее слово заключается в том, что они находятся в процессе получения прав и записи американского выпуска второго сезона. По состоянию на 5 июля 2009 г. неясно, ведется ли работа по лицензированию и дублированию второго сезона и OVA на английском языке. Funimation не сделала никаких официальных заявлений о том, что в настоящее время она работает над этой серией или имеет какие-либо намерения сделать это. Тем не менее, в апреле 2009 года и мае 2009 года, Funimation опросила свою онлайн-базу поклонников с целью расширения своей библиотеки аниме-тайтлов, и многие поклонники проявили интерес к локализации Galaxy Railways.

### OVA
Серия из четырех частей OVA «Железные дороги галактики: письмо с заброшенной планеты» (Ginga Tetsudō Monogatari ~ Wasurerareta Toki no Wakusei ~, Планета забытого времени) была создана для того, чтобы соединить оба сезона сериала (производство OVA фактически началось перед продолжением сериала , однако она была выпущена позже).

### Музыка
Открывающая тема
- Ginga Tetsudo wa Harukanari (яп. ぎんが てつど わ はるかなり Гинга Тэцудо ва Харука Нари) исполняет: Исао Сасаки
- Carry the Light исполняет: Jia-Jia

Закрывающая тема
- Ginga no Hikari исполняет: Исао Сасаки
- All of Us (яп. 私たち全員) исполняет: Маки Гото

Вся музыка написана Нозоми Аоки.
| №  | Название                                      | Исполнители | Длительность |
| -- | --------------------------------------------- | ----------- | ------------ |
| 1. | «Carry The Light» (Эми К. Линн, Дэниел Уокер) | Jia-Jia     |              |
| 2. | «All Of Us» (Мицуо Тэрада)                    | Маки Гото   |              |
| 3. | «Ginga no Hikari»                             | Исао Сасаки |              |
| 4. | «Ginga Tetsudo wa Harukanari»                 | Исао Сасаки |              |

## Тематика
Рассказчик ведет зрителей через эпизоды с эпилогами и прологами к каждой серии, представляя конкретную идею в каждом из них.
Destiny and Fate - Сериал задает извечный вопрос о том, предопределен ли наш выбор, или мы подделываем нашу собственную судьбу. Это развивается в каждом эпизоде, начиная с второго, где Манабу имеет шанс спасти своего старшего брата от смерти в прошлом. Несмотря на попытку своего брата уклониться от своей судьбы, он был убит выстрелом в спину, предполагая, что судьбы преобладают. В более позднем эпизоде «Поезд, направляющийся на судьбу», Манабу встречает старого друга, который сел в поезд, полагая, что нет смысла бороться с судьбой. Он утверждает, что независимо от того, что вы делаете, результат уже определен. Поезд атакован, и Манабу вынужден заставлять своего друга защищаться от того, что он считает своей смертью. К концу эпизода его друг наконец верит Манабу и принимает меры для его жизни. Позже рассказчик предполагает, что он не знает, существует ли такая вещь, как судьба, но существует ли она или нет, мы все равно должны делать все возможное. Ближе к концу первого сезона Манабу, наконец, заявляет, что его Судьба - его собственная форма, и она одерживает победу.
Life and Death - С самого первого эпизода сериал исследует идеи жизни и смерти со смертью отца Манабу и смертью его брата. В начале сериала Манабу отказывается использовать оружие и делает всё возможное, чтобы не убивать людей. Манабу с трудом справляется со смертью, как видно из эпизодов 6 и 7, когда перед ним умирает маленькая девочка. В 4 эпизоде, Манабу должен остановить человека от погони за призраком его любви и убедить его, что у него все еще есть причина для жизни. Основная убежденность Манабу заключается в том, что каждый имеет право на жизнь, хорошую или плохую. Только когда он будет вынужден выбирать между жизнью члена экипажа и жизнью преступника в эпизоде 10, он осознает, что иногда люди отказываются от права на жизнь.

## Примечание
1. ↑  Archived copy. Дата обращения: 5 июля 2009. Архивировано из оригинала 27 июля 2011 года.
2. ↑  Archived copy. Дата обращения: 5 июля 2009. Архивировано из оригинала 22 мая 2009 года.